# Компьютерная рисованная анимация
Компьютерная рисованная анимация - техника анимации, при которой вся или часть работы производится на компьютере.

## Техника
Сегодня часто случается, что карандашом на бумаге, но оцифровывают по-разному (сканер, DV-камера, цифровой фотоаппарат). Раскрашивание и композиция обычно выполняются на компьютере. Тем не менее, довольно часто цвета также делаются на бумаге, а затем оцифровываются, или когда анимированные объекты и персонажи уже раскрашены на бумаге, или всё полностью цифровое (например, с помощью графического планшета). Даже ограничиваясь традиционными методами, различные возможности цифровых/аналоговых смесей очень многочисленны. Если мы добавим все спецэффекты, которые могут быть добавлены благодаря цифровому инструменту (ограниченное 3D-наложение, спецэффекты благодаря системам частиц, скелетным соединениям и т. д.), возможности почти безграничны. Иногда карандаш также перерисовывают на компьютере (например, с помощью ротоскопирования). Компьютерная рисованная анимация является наиболее используемым методом в анимационном кино по доле фильмов, снятых в 2000-2005 годах.

### Цифровая калибровка
Цветовая калибровка стала цифровой. После сканирования плёнки это позволяет ретушировать изображения на досуге в виде программного обеспечения для обработки неподвижных изображений. Вы можете добавить свет, увеличить красный или синий тон и т. д. Эта техника была особенно использована в трилогии Питера Джексона «Властелин колец».

## Примеры мультфильмов с использованием компьютерной рисованной анимации
Такие мультфильмы, как «Король Лев» или «Унесённые призраками», имели лишь очень пунктуальный доступ к информатике, большая часть их кадров была нарисована и сфотографирована вручную. «Трио из Бельвилля» или «Ветер крепчает» — примеры мультфильмов, состоящих из компьютерной рисованной анимации, то есть рисунков, которые были сделаны полностью на компьютере.

## Любительская анимация
В настоящее время принято наблюдать, как любители используют цифровые инструменты для создания коротких анимаций, например, в формате GIF (см., например, кинематограф) или формате APNG.